# Louis Nzala
Louis Nzala Kianza (ur. 6 lutego 1946 w Kiamfu Kia Nzadi, zm. 26 listopada 2020 w Kinszasie) – kongijski duchowny rzymskokatolicki, latach 1996–2020 biskup Popokabaka.